# Meragisa glacidia
Meragisa glacidia är en fjärilsart som beskrevs av William Schaus 1939. Meragisa glacidia ingår i släktet Meragisa och familjen tandspinnare. Inga underarter finns listade i Catalogue of Life.